# NGC 6491
NGC 6491 est une galaxie spirale située dans la constellation du Dragon. Sa vitesse par rapport au fond diffus cosmologique est de 5 304 ± 18 km/s, ce qui correspond à une distance de Hubble de 78,2 ± 5,5 Mpc (∼255 millions d'al). NGC 6491 a été découverte par l'astronome américain Lewis Swift en 1885.
La classe de luminosité de NGC 6491 est I-II et elle présente une large raie HI.
À ce jour, trois mesures non basées sur le décalage vers le rouge (redshift) donnent une distance de 70,967 ± 1,677 Mpc (∼231 millions d'al), ce qui est à l'intérieur des valeurs de la distance de Hubble. Notons cependant que c'est avec la valeur moyenne des mesures indépendantes, lorsqu'elles existent, que la base de données NASA/IPAC calcule le diamètre d'une galaxie et qu'en conséquence le diamètre de NGC 6491 pourrait être d'environ 29,6 kpc (∼96 500 al) si on utilisait la distance de Hubble pour le calculer.